# 1954 en chimie
Cet article présente les faits marquants de l'année 1954 en chimie.

## Évènements
- 11 mars : le chimiste italien de l'École polytechnique de Milan Giulio Natta réussit la polymérisation du polypropylène. En 1951, le chimiste allemand Karl Rehn de Hoechst à Francfort a produit indépendamment du polypropylène avec un catalyseur Ziegler sans reconnaitre l’importance de sa découverte[1].

## Prix
- Prix Nobel de chimie : Linus Carl Pauling pour ses recherches sur la nature de la liaison chimique et leurs applications à la détermination de la structure de substances complexes[2].
- Prix Procter & Gamble : Harry N. Holmes[3]
- Médaille Garvan-Olin : Betty Sullivan[4]
- Prix Ernest-Guenther : Arthur de Ramon Penfold[5]
- ACS Award in Pure Chemistry : John D. Roberts[6]
- Médaille Priestley : W. Albert Noyes Jr.[7],[8]
- Médaille Davy : James Wilfred Cook pour ses recherches fondamentales en chimie organique[9],[10].
- Claude S. Hudson Award in Carbohydrate Chemistry : Horace S. Isbell[11]
- Médaille William-H.-Nichols : Charles P. Smyth[12]

## Naissances
- 30 janvier : Thomas Ebbesen, physico-chimiste franco-norvégien.
- 23 mai : Jean-Luc Brédas, chimiste belge.
- Daniel Lincot, chimiste français.
- Judy Raper, ingénieure chimiste australienne.

## Décès
- 7 mars[13] : Otto Paul Hermann Diels (mort en 1954), chimiste allemand et lauréat du prix Nobel de chimie en 1950[14].
- 13 juillet[15] : Jacques E. Brandenberger (né en 1872), chimiste et ingénieur textile suisse, inventeur de la Cellophane.
- 10 septembre : Auguste Darzens (né en 1867), chimiste français.